# Aquilia Severa
Julia Aquilia Severa (en latín, Iulia Aquilia Severa) fue la segunda y cuarta esposa del emperador Heliogábalo. Era hija de Quinto Aquilio Sabino, dos veces cónsul con Caracalla.[cita requerida] El praenomen de Julia se le dio después de convertirse en emperatriz.

## Biografía
Severa era una virgen vestal. Como tal, su matrimonio con Heliogábalo en el año 220 causó gran controversia, ya que tradicionalmente, el castigo por romper el voto de treinta años de celibato de estas sacerdotisas era la muerte. Se cree que Heliogábalo tenía razones religiosas para casarse con Severa, pues él mismo era un seguidor del dios del sol oriental El-Gabal y al casarse con Severa realizaba un matrimonio simbólico del dios solar con Vesta, una hierogamia muy del gusto oriental.
Sin embargo, el matrimonio fue revocado poco después. Esto fue posiblemente obra de Julia Mesa, la abuela que había tramado el ascenso de Heliogábalo al trono imperial. Heliogábalo se casó entonces con Annia Faustina, una elección más aceptable en general. En poco tiempo, sin embargo, Heliogábalo se divorció de Faustina y volvió a vivir con Severa, alegando que el divorcio era inválido. Se cree [¿quién?] que Severa permaneció al lado de Heliogábalo hasta que le asesinaron en el año 222. No tuvieron hijos.
Las propias opiniones de Severa sobre todo este asunto no están bien documentadas. Algunas fuentes [¿cuál?] afirman que fue forzada a casarse contra su voluntad, y otras van más allá, alegando una violación. Otros historiadores,[¿quién?] sin embargo, afirman que muchas historias sobre Heliogábalo fueron exageradas por sus enemigos, de manera que no hay certeza sobre lo que ocurrió realmente. No queda claro si Heliogábalo sentía algo por Severa, o si solo le preocupaba el simbolismo del matrimonio. Parece que Heliogábalo era homosexual o bisexual, y el historiador Dión Casio señala que Heliogábalo tuvo una relación más estable con su auriga, Hierocles, que con ninguna de sus esposas.